# Christier Månsson
Christier Månsson, född 24 december 1595 i Ringkøbing, Danmark, död 22 januari 1659 i Ramnäs, Sverige, var en dansk-svensk bruksägare och borgmästare.
Christier Månsson var son till kyrkoherde på ön Holm vid staden Ringkøbing i Danmark Mogens Christensen. Han kom 1620 til Sverige och blev fogde hos Magnus Brahe, där han blev mycket uppskattad och började snart driva egen affärsverksamhet. Från 1636 arrenderade han Ramnäshammaren och han fick 1649 besittingsrätten till bruket.
Genom sin driftighet blev han Ramnäsbrukets egentlige skapare.
Christier Månsson blev stamfar till släkten Christiernin, samt de adliga ätterna af Christiernin och von Christierson.